# 芦稿镇
芦稿镇，是中华人民共和国四川省凉山彝族自治州金阳县下辖的一个乡镇级行政单位。2021年1月12日，撤销红联乡和春江乡，将原红联乡和原春江乡田坝村、大卷村、陈家梁子村及原木府乡龙王庙村、老香堂村、此家湾村所属行政区域划归芦稿镇管辖。

## 行政区划
芦稿镇下辖以下地区：
灯厂村、新场坪村、油房村和大湾子村、沙马坪子村、尖顶村、树洛村、炉山村、卢家营盘村、红联村和石嘎村、田坝村、大卷村、陈家梁子村、龙王庙村、老香堂村、此家湾村。